# CH-47 契努克
CH-47「契努克」直昇機（英語：CH-47 Chinook）是由美國波音公司制造的一款多功能、雙引擎，雙旋翼的重型運輸直升機，得名於美洲原住民契努克族。該機種的主要任務是部隊運輸、火炮調遣與戰場補給；其雙旋翼縱列式結構（contra-rotating rotors）免除了一般直升機需要的尾部垂直旋翼。CH-47在1960年代開始服役時，是飛行速度最快的直升機。目前，CH-47已被外銷至全球16個國家。

## 各種型號

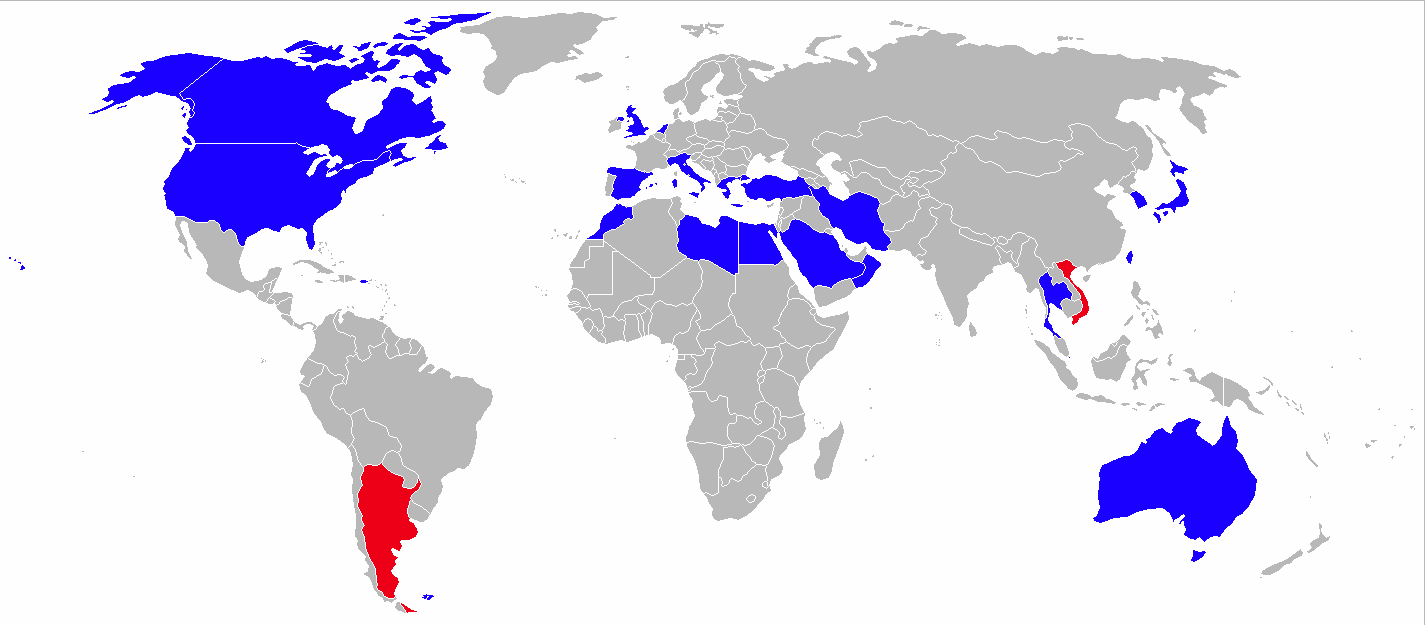
CH-47使用國家圖片

CH-47是由弗托107型（CH-46海騎士直升機）的串聯旋翼驅動設計改良放大，在1958年9月，弗托直升機公司開發的107型設計獲得了美國陸軍的競標，稱為YCH-1A。美軍得標後取得了3架YCH-1A測評，但測評卻判斷空中突擊任務來說太過鈍種、但是就戰術運輸來說又太過貧弱，這讓美國陸軍內改變決定，需要更大尺寸的運輸直升機。這使得原先提供陸軍的CH-46被轉單至新型直升機上，CH-46最後僅有美國海軍陸戰隊採購。1959年，弗托公司提出114型設計，這設計獲得美國陸軍接受，並開始打造原型機。在打造CH-47原型機的期間，弗托公司在1960年被波音飛機公司收購，因此後來的代號都會稱為波音-弗托系列，但量產與研發仍然是原先弗托直升機公司團隊進行。

### CH-47A
波音-弗托114型直升機（model 114,YCH-1B）在1961年9月21日首飛，並獲得美國陸軍採用，1962年7月，CH-1B因應編號改制重新更名為CH-47A，1962年8月撥交服役，CH-47A生產持續到1966年，計生產355架。CH-47A動力最初採用2具萊康明T55-L-5型（輸出功率2,200匹軸馬力／1,640千瓦），後續型號更換為T55-L-7型（輸出功率2,650匹軸馬力／1,980千瓦）或T55-L-7C型渦輪軸發動機，A型毛重為14,969公斤（33,000磅），可酬載重量4,540公斤（10,000磅）。
從1962年起，契努克已經投入越南戰場；早期生產的CH-47A待1963年10月起配屬給第11空中突擊師（由第11空降師改組），第11空中突擊師在1965年6月改編入第1空騎師，CH-47A主要編入第228攻擊直升機營。在高溫、高濕度越南戰場的淬鍊後，美軍察覺CH-47A的酬載能力有些不足，這成為後續型號改良的要點。

### CH-47B
CH-47B是針對CH-47A已知缺陷做出補強的修改型號，美軍隨後以更徹底的改良型model 234（CH-47C）取代，本型只生產了108架，生產時間1966-1967年5月。
CH-47B更換為萊康明T55-L-7C發動機（輸出功率2,850匹軸馬力）、重新設計旋翼基座與的非對稱型主旋翼，動力設計改良後的CH-47B飛行性能有所改善，機體毛重（gross weight）提升至18,144公斤（40,000磅），B型是越戰初期第1空騎師的主力運輸直升機。在越南戰場時，CH-47B的兩側機門開始增配兩挺M60D航空機槍（裝設在M24或M40型武器托架上），一些CH-47甚至在貨艙裝載凝固汽油彈或催淚彈，為陸軍密接支援反制越共掩體設施有極佳效果。在運輸貨物上，CH-47B開始裝設電力驅動的貨物絞盤與吊鉤，可以利用其強大的動力輸出吊運走出意外的美軍軍械，主要吊運的貨物是失事墜毀的各型飛機。就美軍統計，CH-47執行代號「Pipe Smoke」的航空救援任務效果功赫顯著；越戰期間至少回收了12,000架各型飛機，價值約30億美金。

### CH-47C
波音-弗托234型直升機 (model 234,CH-47C)是CH-47更換了發動機、變速箱的改良版，螺旋槳旋翼更換為纖維強化塑膠材質降低重量，1969-1979年間生產了270架。
C型量產有3種子型號：使用萊康明T55-L-7C發動機（輸出功率2,850匹軸馬力）、使用功率更強的萊康明T55-L-11發動機（輸出功率3,750匹軸馬力）與配備俯仰穩定增益系統（pitch stability augmentation system,PSAS系統）的超級C型、以及使用萊康明T55-L-7C發動機配備PSAS系統的超級C型。之所以會出現第三種設計是因為T55-L-11設計缺陷，導致波音得換回較穩定的舊引擎。但CH-47C的優秀表現已經能讓她完美的取代H-21直升機的任務。
C型的運輸性能可載運33到55個士兵，或者24副擔架外加兩名醫療士兵；機腹的物資吊鉤也實施改良，在機腹前方及機腹後段各有一個物資吊鉤，單一吊鉤可承載重量4,540公斤（10,000磅），結合運用時可掛載9,080公斤（20,000磅），這個改良是因應陸軍新的掛載規格要求（需可吊掛15,000磅物資實施半徑30浬（48公里）之戰術運輸任務）。但該型機除了作戰用途外卻無法拿到FAA的民航飛行認證，理由是因為本型機的液壓飛控系統缺少冗餘設計，只要飛控系統故障即難以挽救；液壓飛控改良項目要待D型機方案時才根本性解決，但這項改良方案同時也被B-234採用。
除了美軍自用與輸出盟邦的C型機，波音提供授權生產給義大利奧古斯塔飛機公司，生產了95架供義大利陸軍使用；加拿大在1974年採購了8架，稱為CH-147。
1980年，美國陸軍特戰部隊改造了12架CH-47C，這幾架直升機增裝了雷達高度計、夜視器材、改良的導航與通信器材，並加裝了4顆從M49C油罐車上的1,200加侖油箱提升航程，這個改裝方式是後來的MH-47系列特戰直升機之雛形。

### CH-47D
CH-47D是美軍在1976年6月和波音簽訂之合約，意欲將旗下之CH-47A、B、C型機隊實施統一標準的現代化方案，三種型號機身大體上相同，當時主要更換的都是引擎與動力系統。除3架新造原型機外，波音共改造了444架D型機，第一架D型機在1979年起服役，最後一架則在2002年交付給位於胡德堡的美國陸軍後備隊；改造包含165架A型、76架B型、185架C型、澳洲皇家空軍的7架C型、義大利授權生產的9架C型。英國以D型標準制造的契努克則稱為契努克HC.2及契努克HC.2A。
CH-47D原型機動力更換為萊康明T55-L-712渦輪軸發動機（輸出功率3,750匹軸馬力）、新型變速箱、潤滑設備、冷卻裝置、玻璃纖維複合材料主旋翼，翻修了現役機的結構損傷，並重新設計駕駛艙，將原本的機械化儀表更換為現代化的數位化航空電子設備降低駕駛乘組負荷，且具有全球定位系統等設備改善長程及惡劣天候飛行的安全性。美軍版本CH-47在機首設有浮錨式空中加油接口，因應長程特戰滲透所需。
CH-47D重新設計貨物掛勾，使機腹掛勾增加到3組，最大吊掛載荷達11,793公斤（26,000磅），雖然維持與A型同樣的機體尺寸，但酬載重量卻已翻倍，卻仍能保持155 英里（278 公里／小時）極速。26,000磅的載荷，可等同於1個M198榴彈炮砲班（7人炮組、30發彈藥）、或33-44位全副武裝士兵、或由2位醫護人員照料的24副擔架。
CH-47SD
CH-47D系機種在1990年代末期推出的構改方案，引進部分MH-47改良套件的CH-47，稱為超級D型（Super D），配備T55-GA-714A發動機（輸出功率4,733匹軸馬力）、更大的機內油箱（7,828公升），並引入數位化航電及新型氣象雷達增加全天候作業安全性、發動機全權數位控制(FADEC)、機鼻加長容納新增天線與雷達。在1990年代末，CH-47SD得到中華民國陸軍採購兩批共9架、新加坡採購5架、希臘採購6架，計20架訂單；為CH-47F未輸出前CH-47系列性能最佳之外銷方案。
CH-47J/JA
日本川崎重工在1986年獲得授權生產的日製CH-47D編號，取代V-107直升機，成為陸上自衛隊與航空自衛隊共通運用機型；在1995年後產製的版本接受類似CH-47SD的設計調整規格，陸自版本稱為CH-47JA、空自型號稱為CH-47JA(LR)；目前自衛隊的J型機均已除役，機隊僅保存1995年後產製之JA型。
CH-47J使用動力為川崎授權生產之T55-K-712渦輪軸發動機（輸出功率3,149匹軸馬力、單引擎緊急輸出功率4,600匹軸馬力），JA型配備全權數位化發動機控制裝置之T55-K-712A發動機，換用自衛隊版本的無線電。
目前，陸自操作55架CH-47JA、空自操作15架CH-47JA(LR)，空自的CH-47JA(LR)型因應救難需求，後機輪增加了液壓調節伸縮功能以便讓尾門接地，降低駕駛操作負荷。

### CH-47F
由CH-47D升級的最新版本改良型，2001年開始研發計畫，2006年6月15日原型機在波音整合防禦系統（Boeing Integrated Defense Systems.）部門於賓夕法尼亞州Ridley Park的工廠出廠，2006年10月23日首飛。
由於E型被特戰型號給使用，因此編號從D型跳到F型，F型重新設計機身結構，新機身在簡化製造與維護繁瑣度之餘減少機身震動，且更為耐用，發動機換用SD型運用的T55-GA-714A，F型的時速可達175英里（228公里），荷重超過21,000磅（9.5公噸），F型的電子反制裝備同樣是AN／AAR-57飛彈警告器、AN／APR-39雷達警告器、AN／ALQ-156飛彈偵測器，後續增裝AN／ALQ-211電戰幹擾系統提升F型的電子戰生存優勢。
波音和美國陸軍簽訂合約改造191架Ch-47F，總價48億美元，不過美軍包含特戰單位等機隊總共有超過500架CH／MH-47，因此該批訂單並非最終生產規模，且因為戰鬥損失等緣故無法讓所有機隊均進行升級，因此美軍還另外新造了30架F型。除了美軍之外，荷蘭在2007年2月訂購6架新造的F型讓荷軍的CH-47機隊增加到17架；加拿大在2009年8月10日簽約將加拿大空軍機隊15架契努克升級為F型，這批訂單在2013-2014年交機，稱為CH-147F；2009年12月15日，英國公布未來直升機編制，並在2012年前購置了24架CH-47F型；澳大利亞在2010年3月決定採購7架F型替換掉當時服役的D型機，訂購的新機在2014-2017年間交機；2015年9月，印度批准增購15架CH-47F；2016年11月7日，新加坡決定採購新的CH-47F替換1994年購置的6架D型機。
美軍預定在2020年導入CH-47F block2，Block2技術指標將籌載重量提高到22,000磅（11公噸）、在背景溫度攝氏35度（華氏95度）環境下可在4,000英尺（1,200公尺）高度懸停，未來這標準將拉高到6,000英尺（1,800公尺），Block2的改良指標是因應美軍導入聯合輕型戰術車，因此需要讓最大起飛重量提高到54,000磅（24.5公噸）。動力系統的改進包括了採用T55-GA-715渦輪軸發動機（6,500匹軸馬力），該發動機增設主動並聯傳動系統（active parallel actuator system、APAS），採用數位計算反饋出更精確的動力需求，準確分配兩具旋翼的力矩，改善發動機的輸出效率、以複合材料製造，較現在使用的旋翼葉片減輕20%重量的契努克先進型旋翼、將原先分散成3具的油箱整合成1具大型油箱，在增加燃油容量之餘還減少了90公斤油箱結構重量、發電機更換成3具輸出功率60kVA提高電力輸出。
詹氏防務刊物官網IHS Jane's 360指出，西班牙已和波音簽約，預計將旗下17架自1980年代開始服役的CH-47D「契努克」運輸直升機（西班牙陸軍編號HT. 17），全數升級為CH-47F。預計2021年交付

### MH-47
因鷹爪行動之失敗教訓，美國陸軍在1980年中葉挑選了6架A型、6架C型，共12架CH-47比照CH-47D規格升級硬體，改造為特種作戰專用運輸直升機，後代號更換為MH-47D，全部撥交至專作特戰運輸的美國陸軍第160特種作戰航空團；MH-47D將前機門機槍更換為M134迷你砲機槍提高火力支援密度、增裝AAQ-16前視紅外線偵蒐儀、空中加油探管、救難用吊掛絞盤。目前仍服役的11架MH-47D均已升級為MH-47G標準。
MH-47E
在1991年生產26架，稱為「E型號」，同樣配備在160航空特戰團。MH-47E機體是由CH-47C挑選改裝，雖然在裝備上參照MH-47D，但部分裝備則是從CH-47SD計劃裡導入，如地貌追蹤雷達與大型機內油箱。
除了美軍，英國陸軍在1995年訂購8架MH-47E的簡配版，稱為契努克HC.3，原定在2001年交機，但由於航電系統研發出現瓶頸，最後未能通過英軍驗收。在2008年，契努克HC.3計畫作廢，已造好的直升機則更換成HC.2的航電使它們能夠服役。這批契努克在後續HC.5升級計畫時納入升級，因此現在已經配發數位化航電設備。
MH-47F
由CH-47C升級的MH-47系列，計改裝24架，1993年服役。MH-47F使用動力較強的T55-GA-714發動機（輸出功率4,110匹軸馬力），增加油箱容量，增配氣象雷達、APQ-147地貌追蹤雷達（裝備在機首左側）、電子防禦裝備（AN/AAR-47雷達警告器、AN/AVR-2雷射警告器、AN/ALQ-162幹擾器）、改良的任務管理軟體，目前同樣已升級為MH-47G標準。
MH-47G
MH-47系列最新改良版本，2004年完成原型機構改服役，目前所有MH-47機隊均完成此標準改良。

### BV-347
4葉片版本的CH-47

## 民用型
波音234（Boeing-234）是CH-47的民用型運輸直升機，於1980年首飛。B-234外觀上與CH-47最大的差異在於B-234擁有較多的窗戶，同時為了安裝氣象雷達，它的機鼻部分也較軍用型(CH-47)的長。
根據用途的不同，B-234又分為五個不同的子型:
Model 234-ER:   本型為了阿拉斯加產油平台運補而建造，僅僅生產了1架。
Model 234-LR:   增程客運型，飛行距離延長為1,000公里，機艙內裝類似波音其他的商用客機。
Model 234-UT:   採用ER/LR的機身結構的通用運輸型，共生產9架，其中一架於1997年墜毀於加拿大地區。
Model 234-MLR:  為了中華民國而發展的，共3架。
Model 234-Combi:客運/貨運混合型機種，沒有獲得訂單。
- 空重：25,900磅（9,200公斤）
- 最大起飛重：51,000磅（23,000公斤）
- 實用升限：8,500呎

## 使用者
菲律賓
 德国
 阿根廷
 

 埃及
 希腊
 印度
 伊朗
 阿联酋
 義大利
 日本
 大韓民國
 利比亞
 摩洛哥
 荷蘭
 阿曼
 中華民國
 新加坡
 西班牙
 土耳其
 泰國
 越南（包括 越南共和国）
 德国
 
- Icaro Air（向哥倫比亞直昇機公司租用）

 加拿大
- Helifor Canada Corp（向哥倫比亞直昇機公司租用）

 挪威
- CHC Helikopter Service

 美国

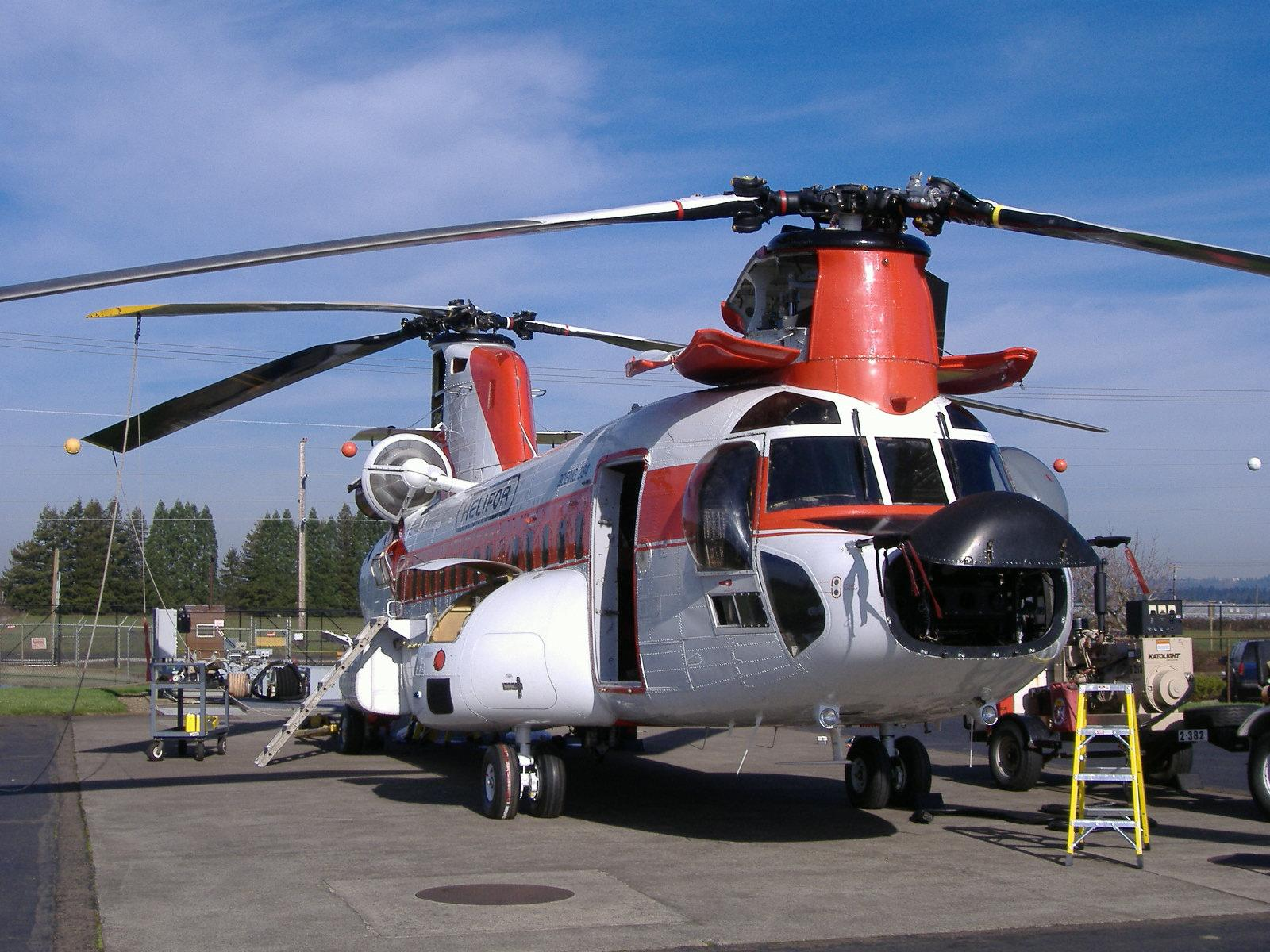
美國Helifor公司的波音234

- 哥倫比亞直昇機公司（Columbia Helicopters）（7架現役）
- 年代航空（Era Aviation）
- 川普航空（Trump Airlines）
- ROTAK直升機服務公司[9]

 中国
波音曾将一架波音234塗成中國民航塗裝，希望吸引民航局採購，最後沒有成功。一說中國民航于1987年采購過兩架波音234（可能是LR型），在雲南地區使用過有限的幾次，但是沒有任何資料可證明。
 中華民國
- 內政部空中勤務總隊曾有3架B-234 MLR，主要用於高海拔與海上救災、救難、救護、觀測、偵巡、運輸等任務，已於2016年7月1日除役，由美國波音公司買回用於山區救災。[11]

 英国
- 英國航空

## 圖庫

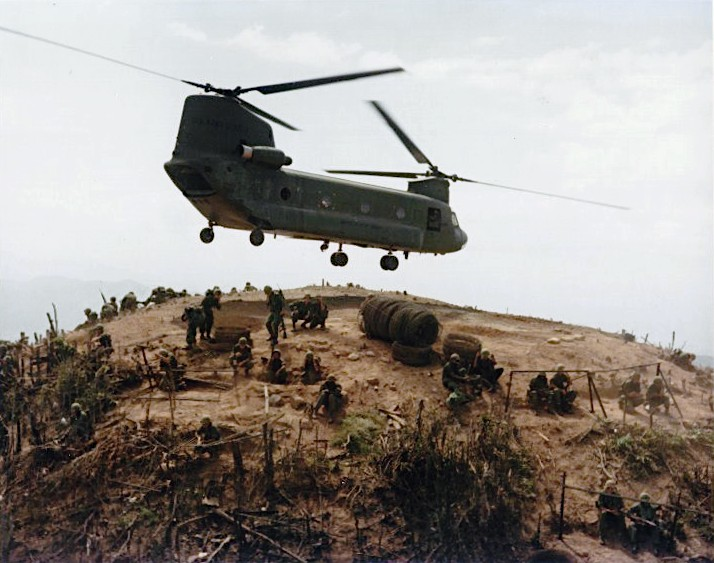
越戰中的早期CH-47A
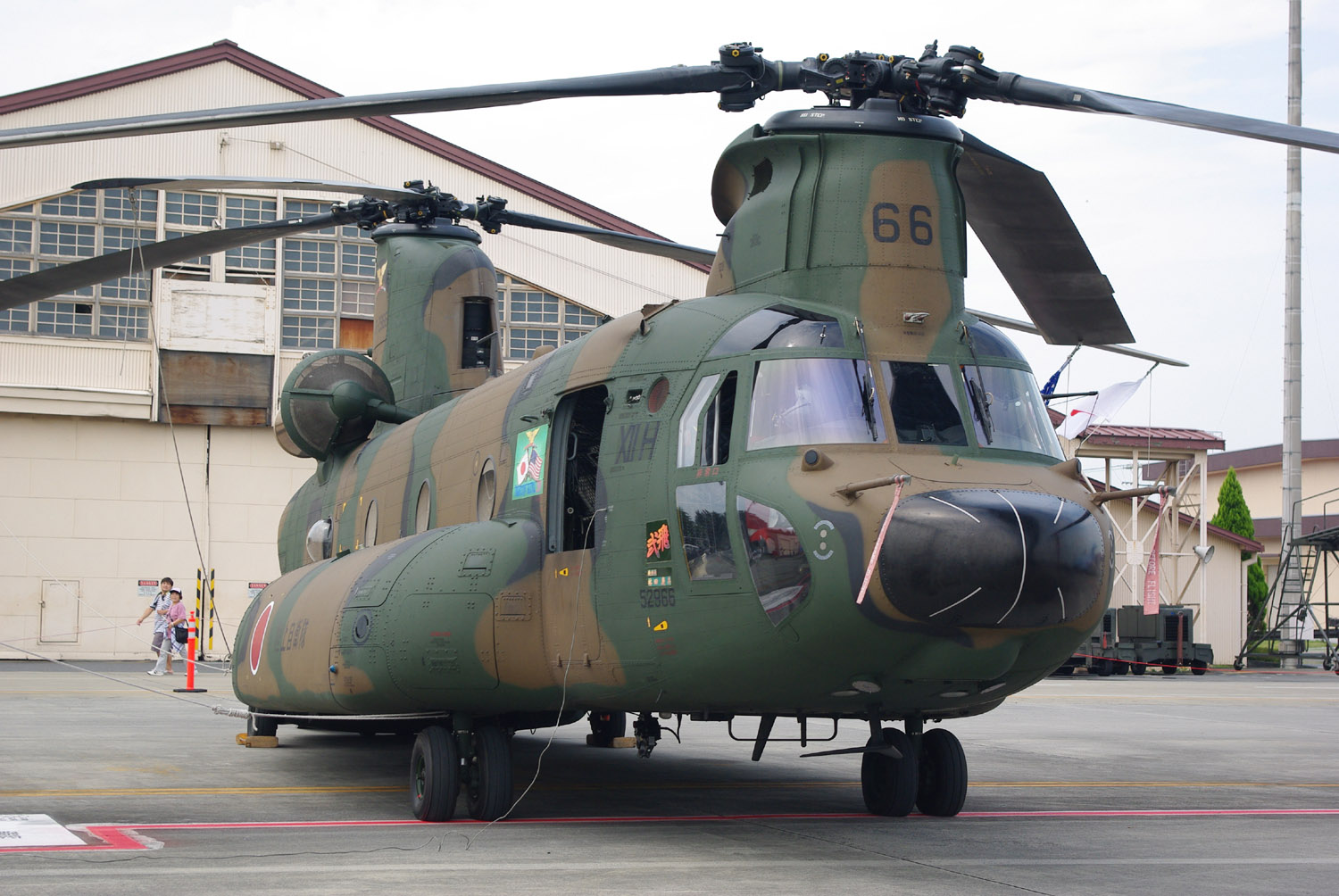
日本川崎重工CH-47JA
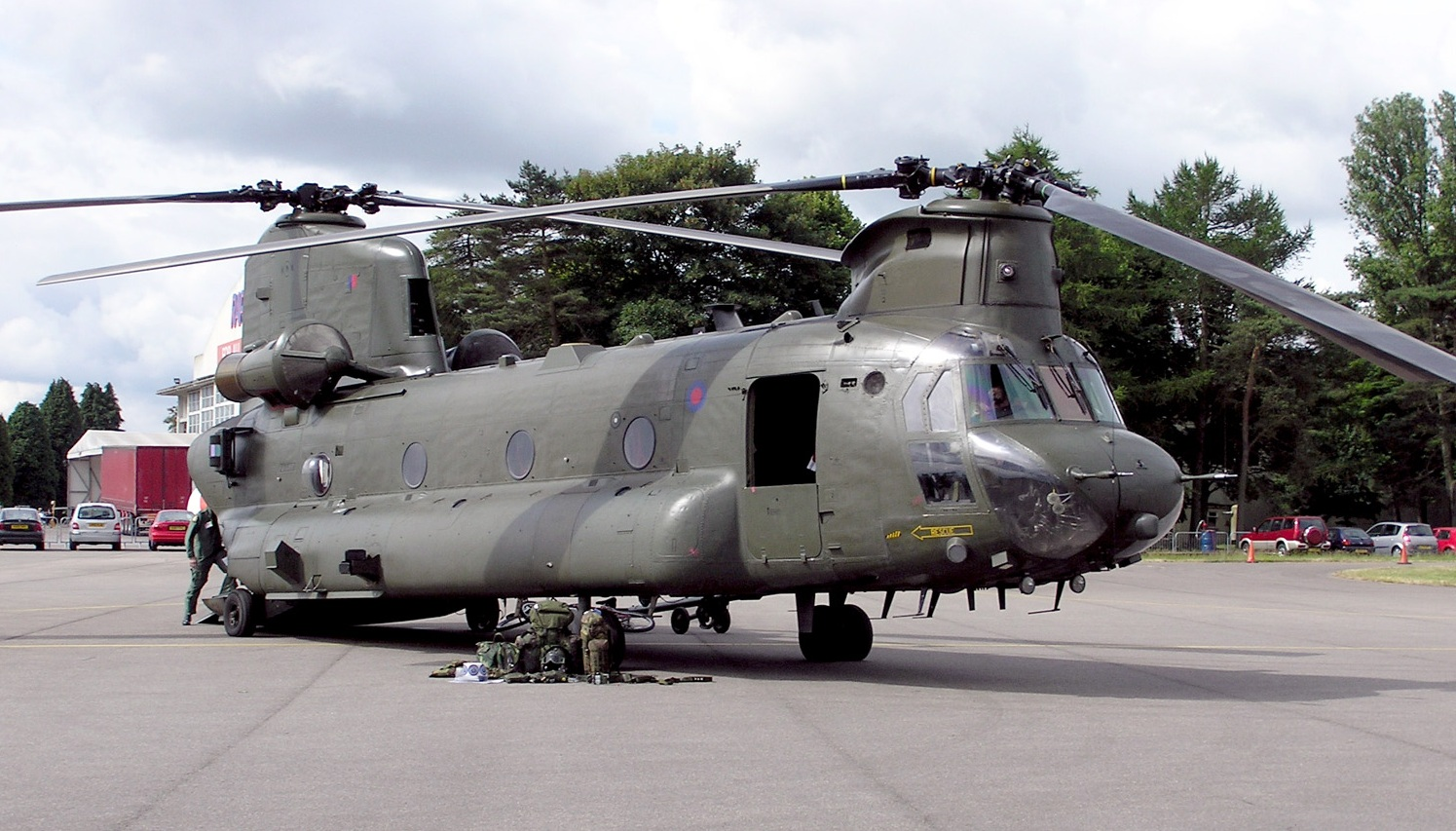
英國皇家空軍的HC.2
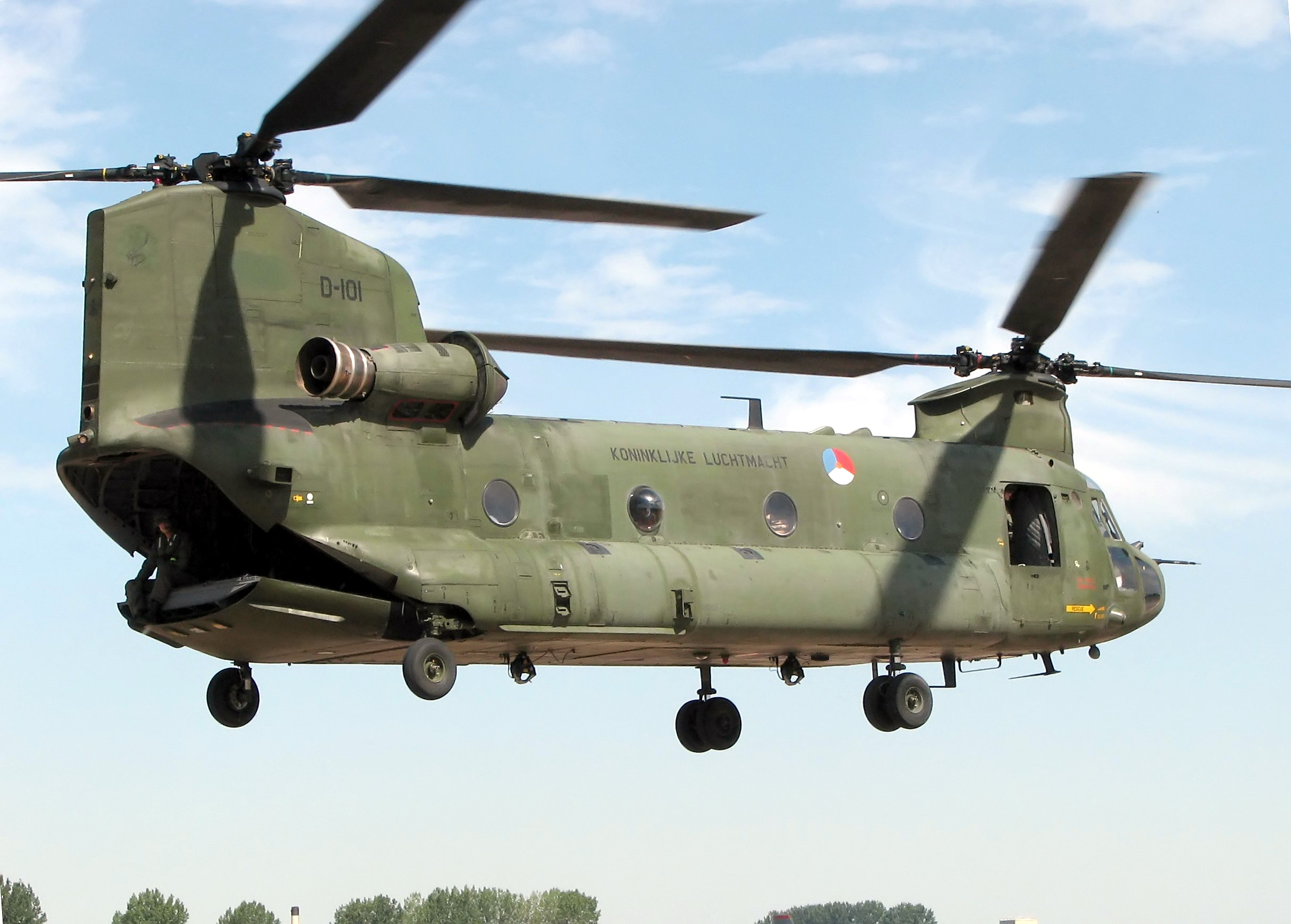
荷蘭皇家空軍的CH-47D
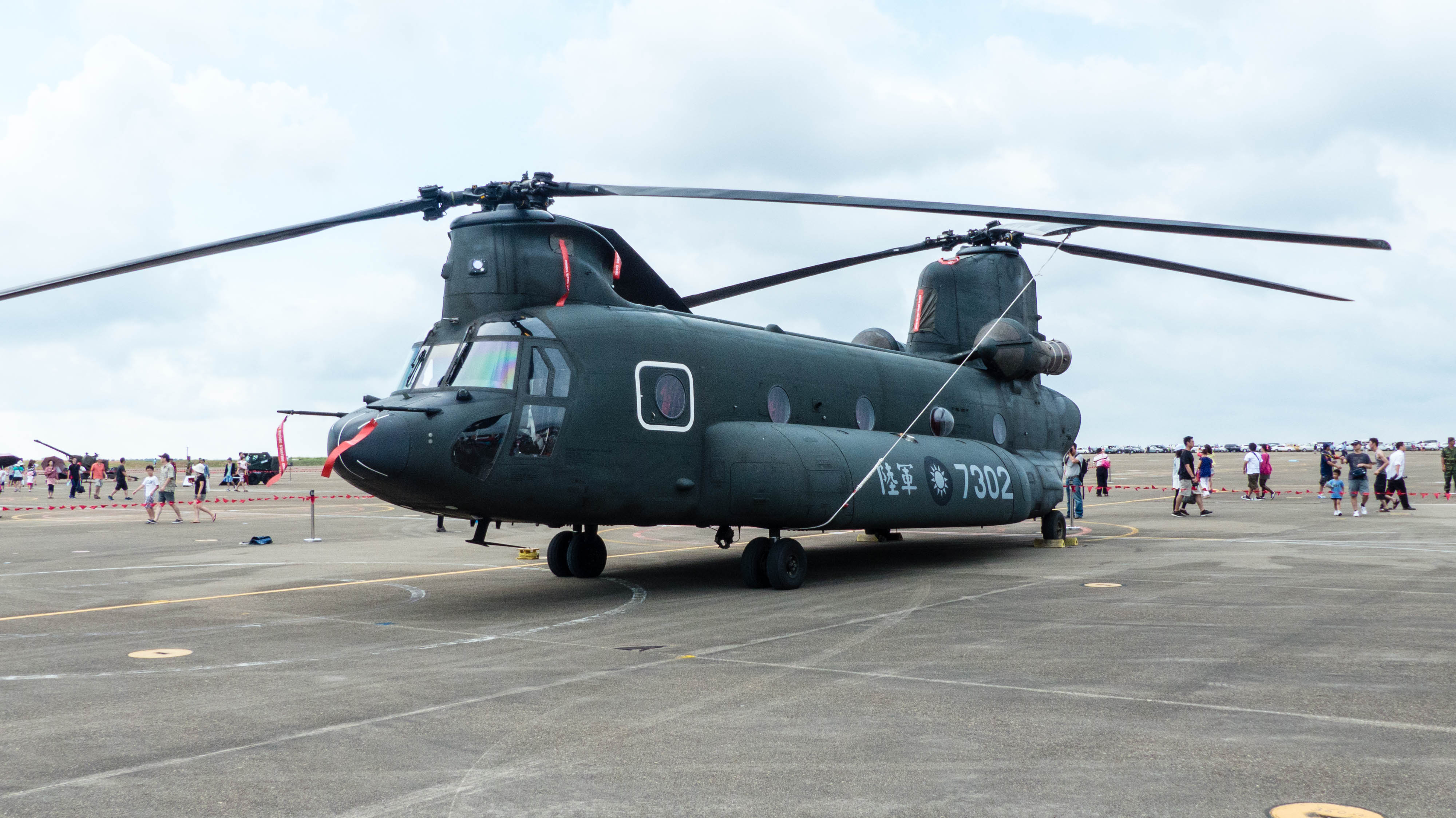
中華民國陸軍CH-47SD
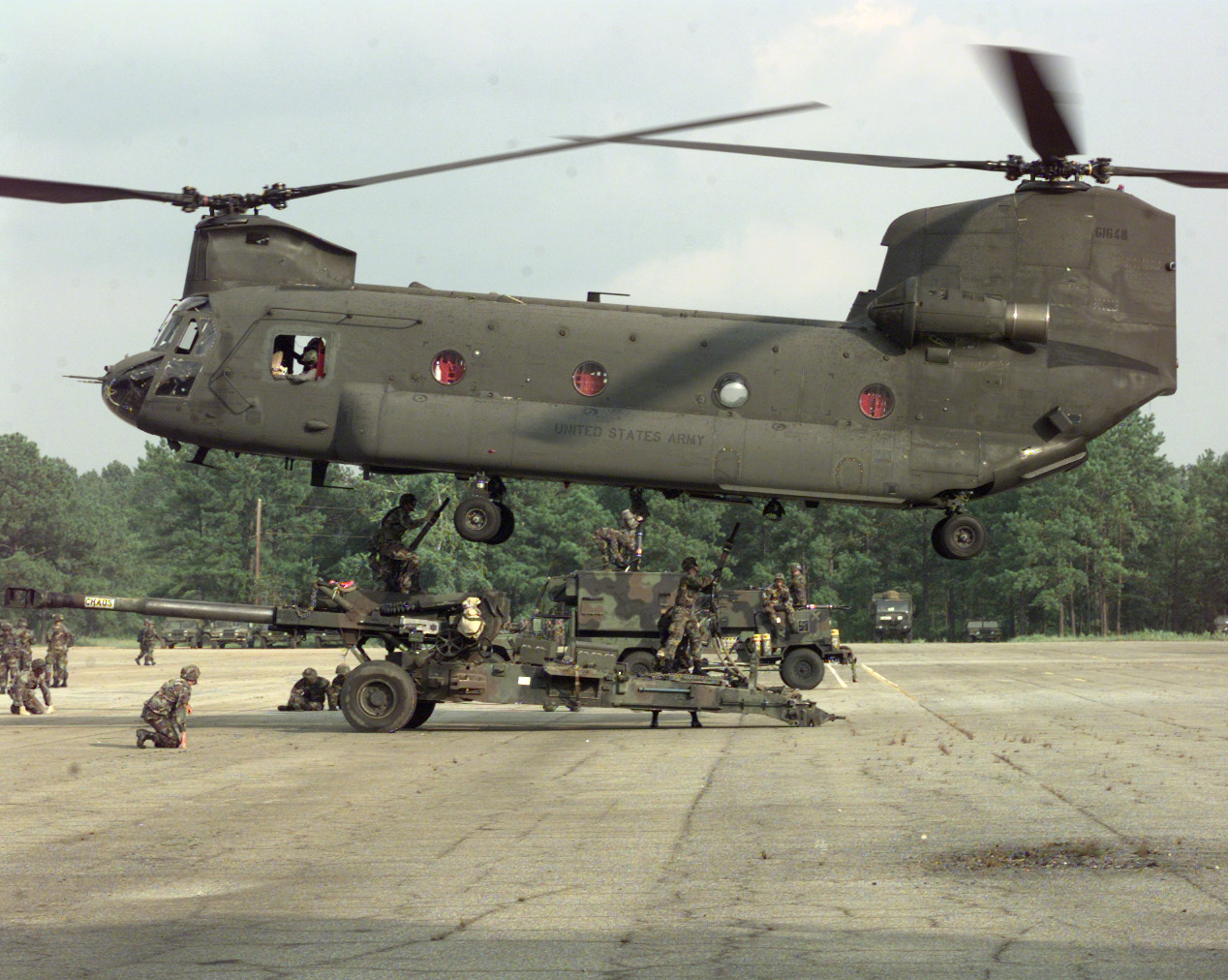
正在吊起M198榴彈砲的CH-47
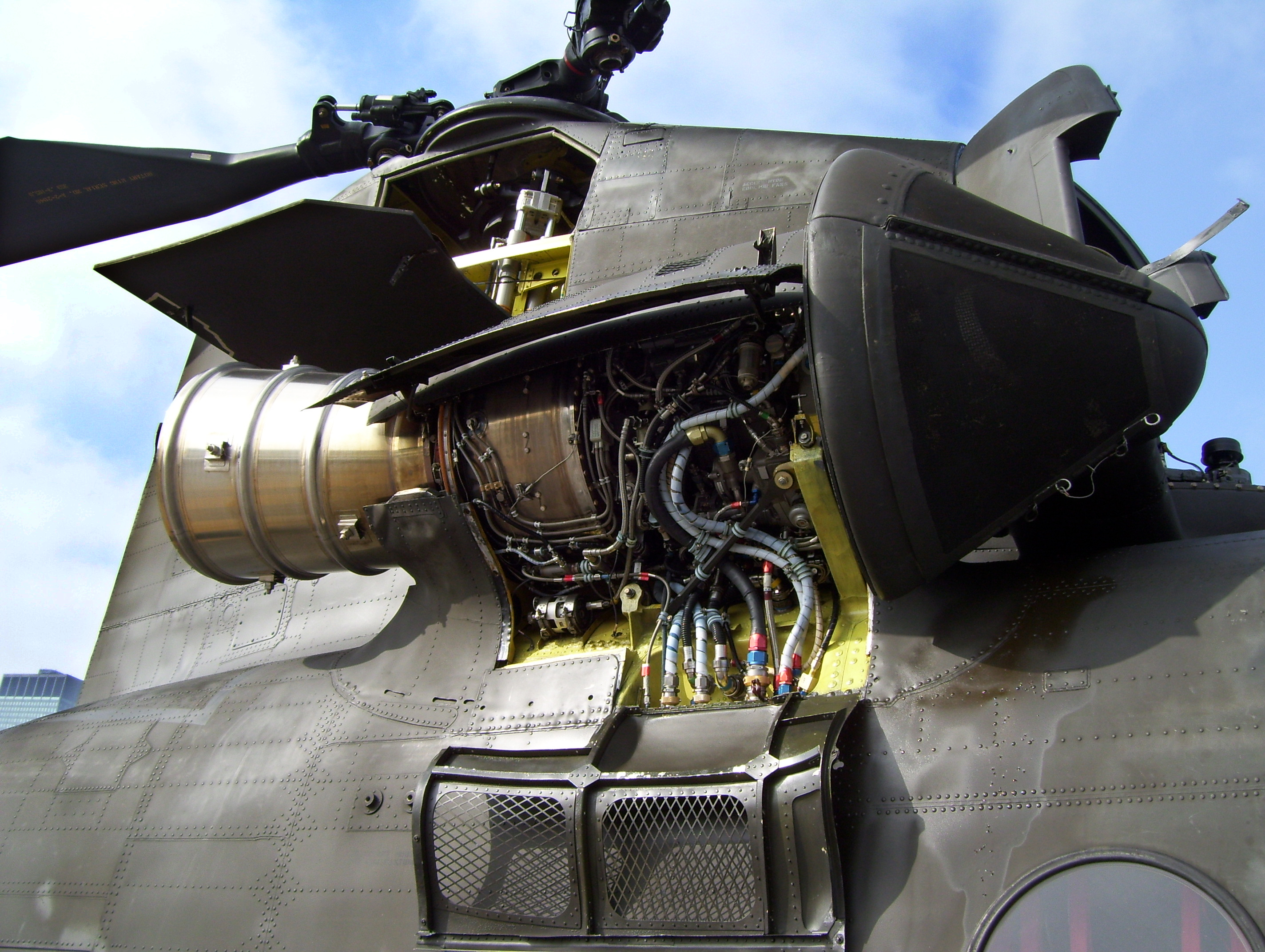
T55-GA-714引擎
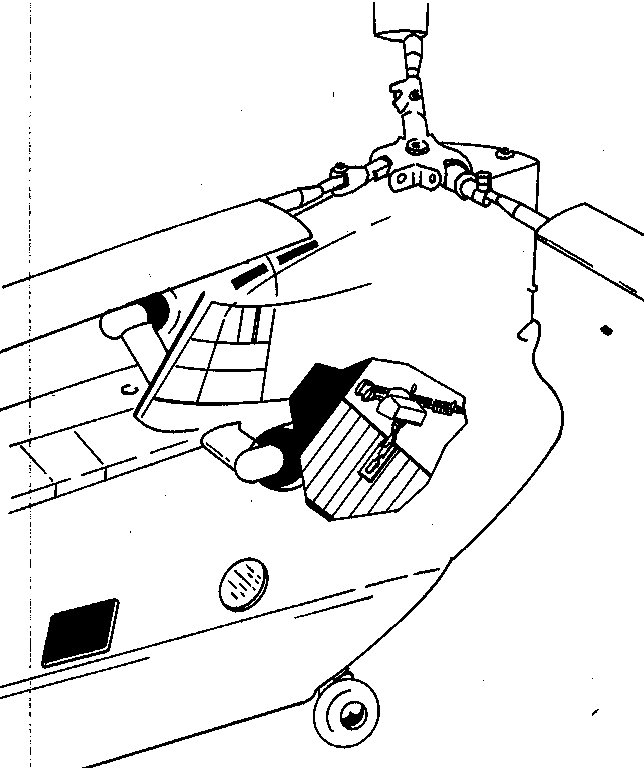
機尾艙門的機槍部署可以提供戰區降落壓制火力
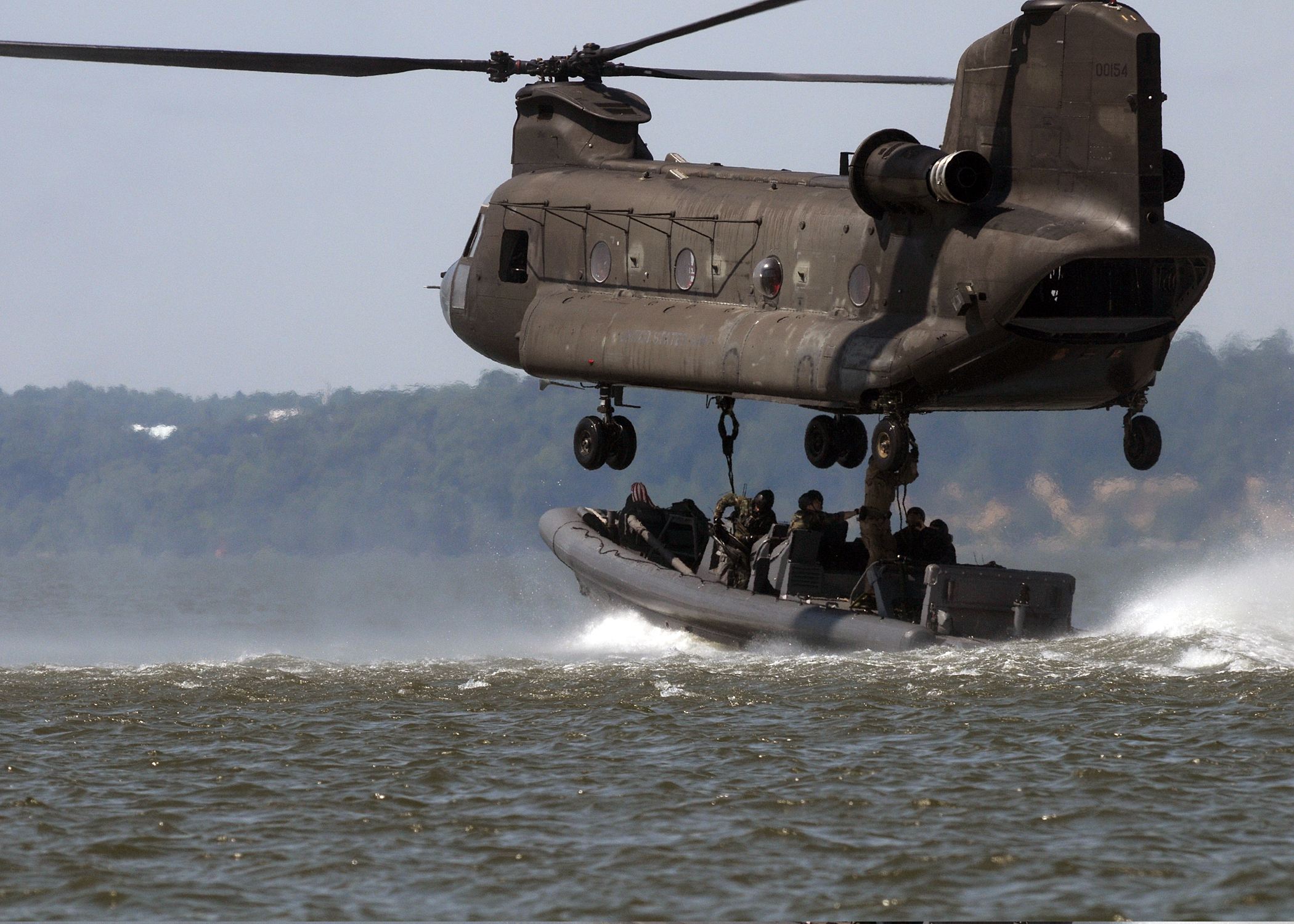
水面特戰演練
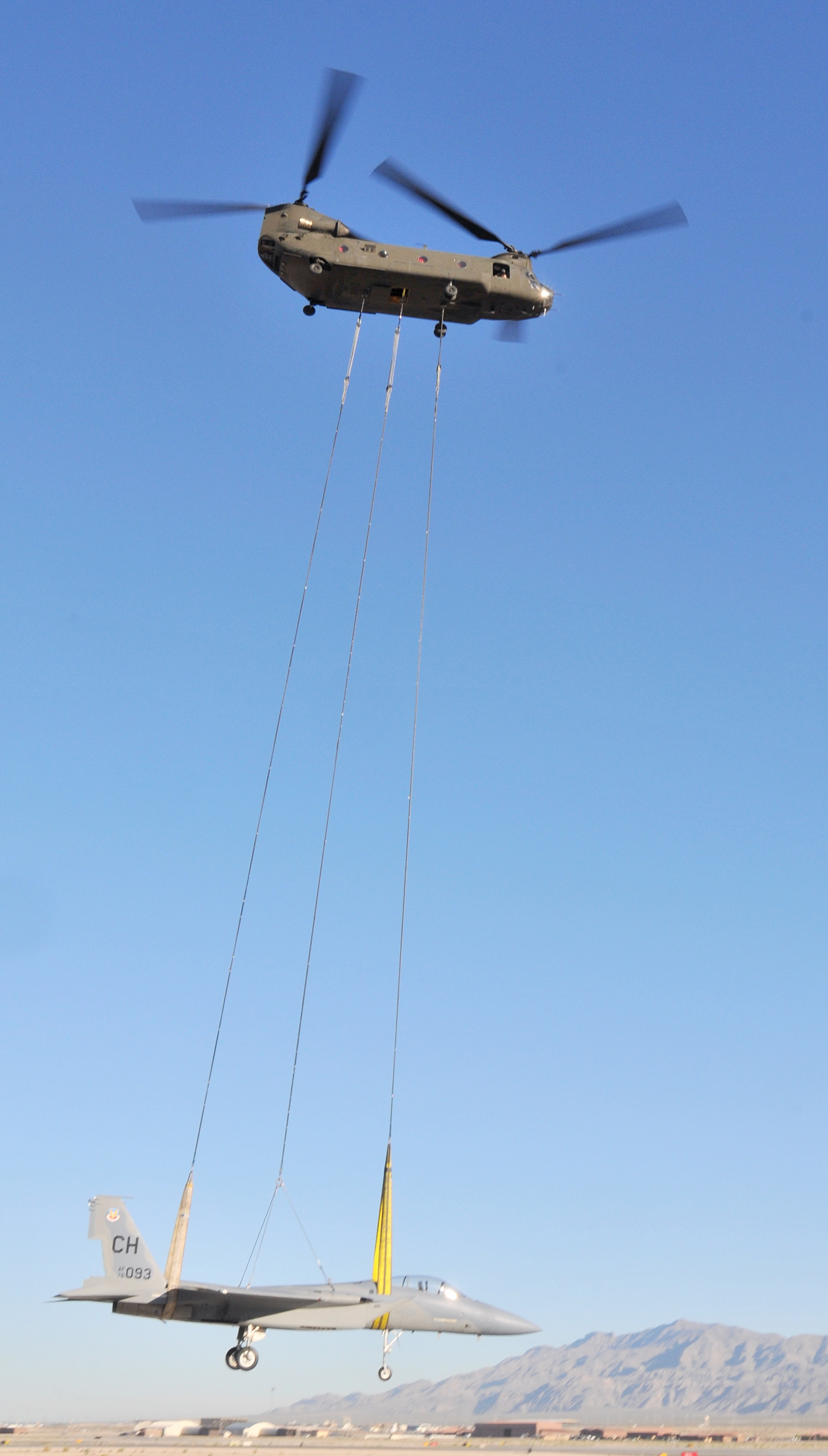
吊掛F-15戰機
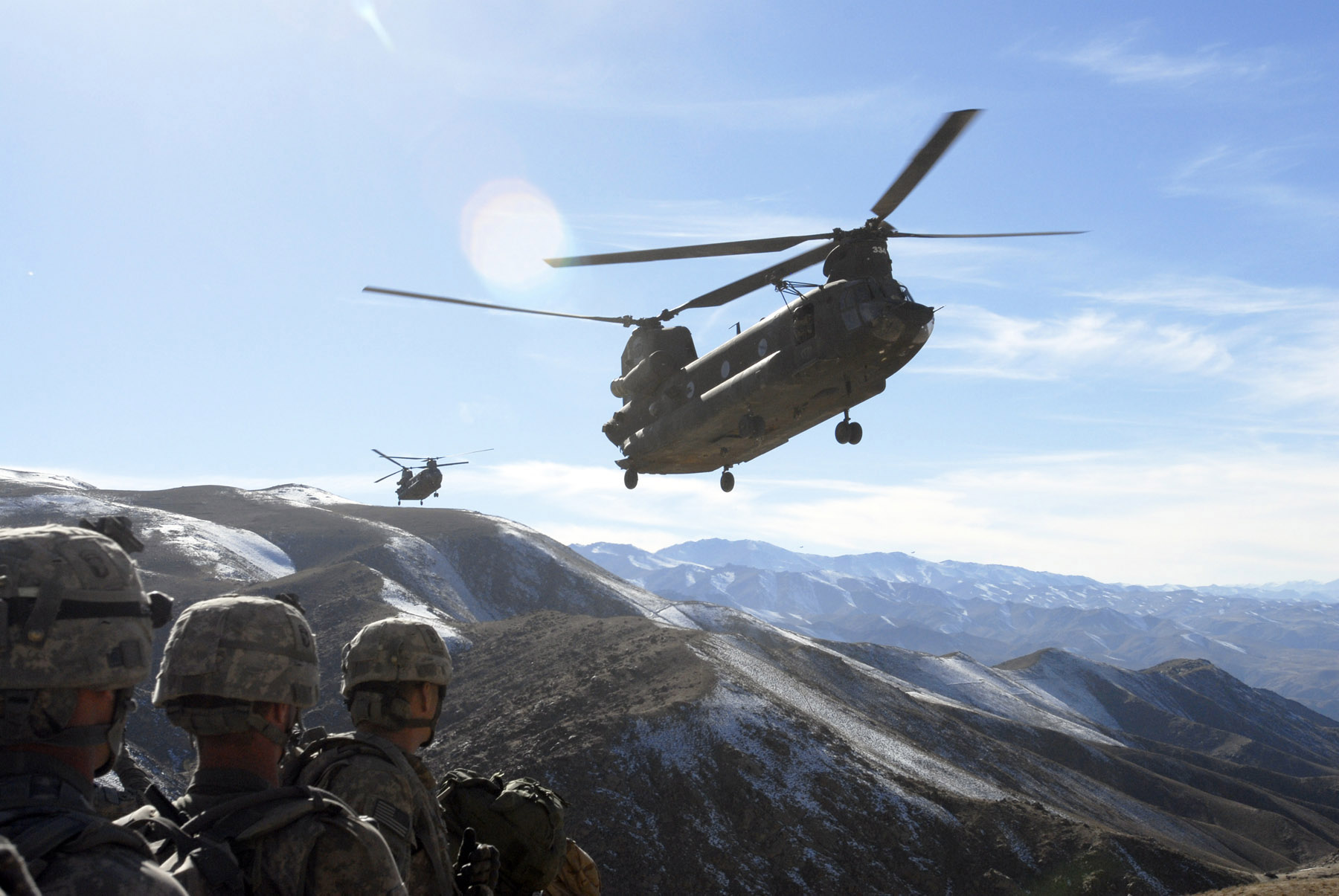
2008年阿富汗戰爭
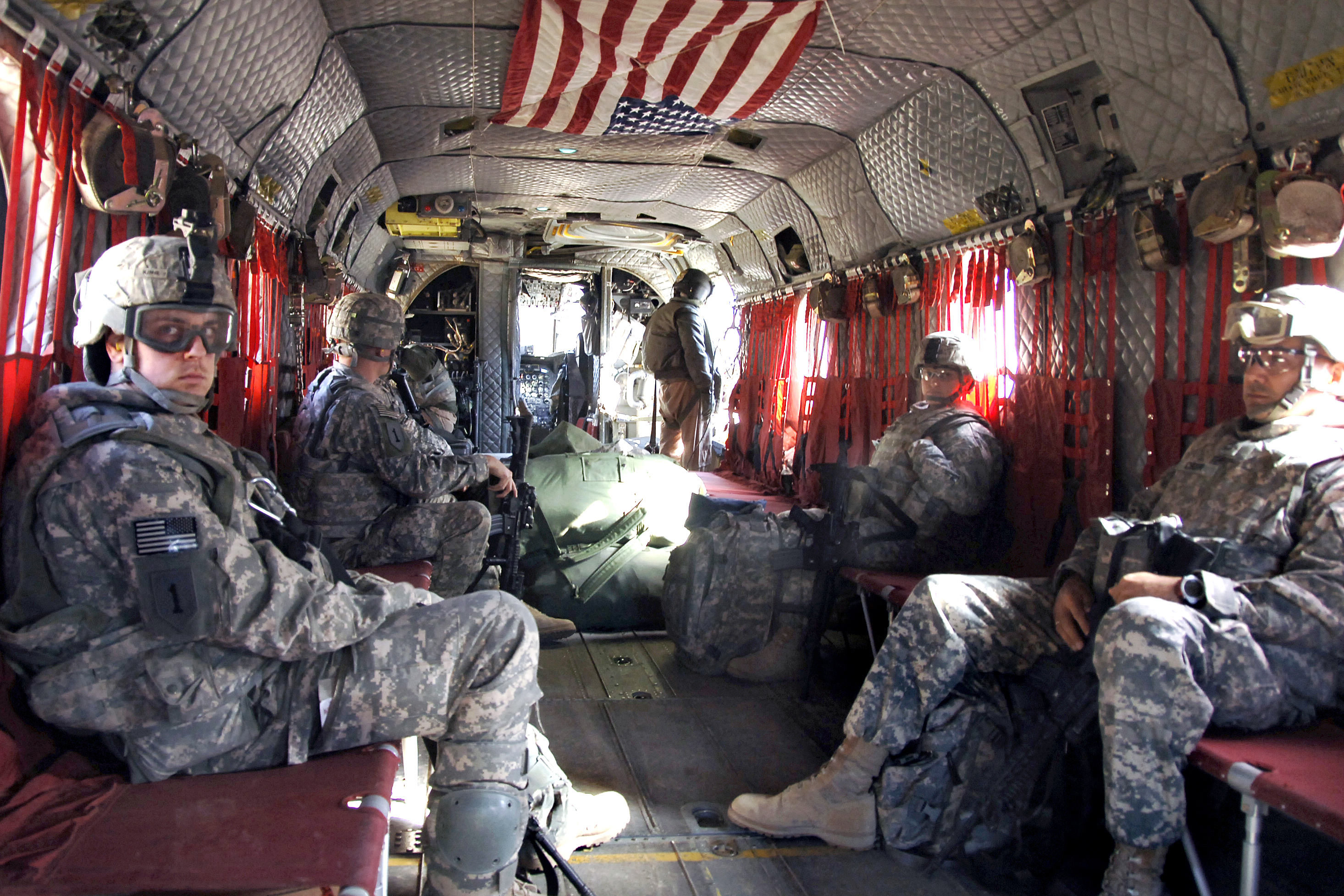
機內座艙
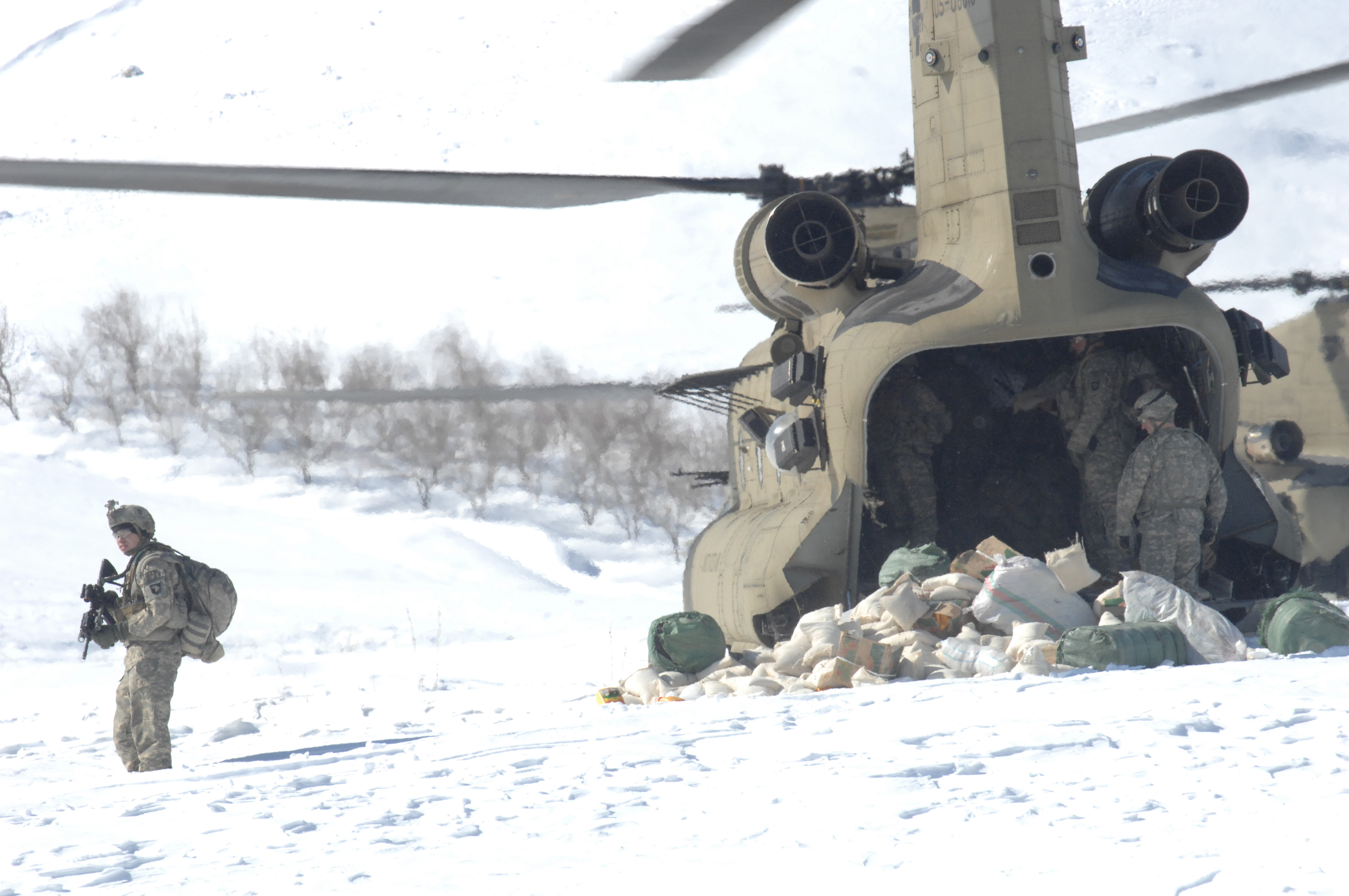
雪地作戰的CH-47
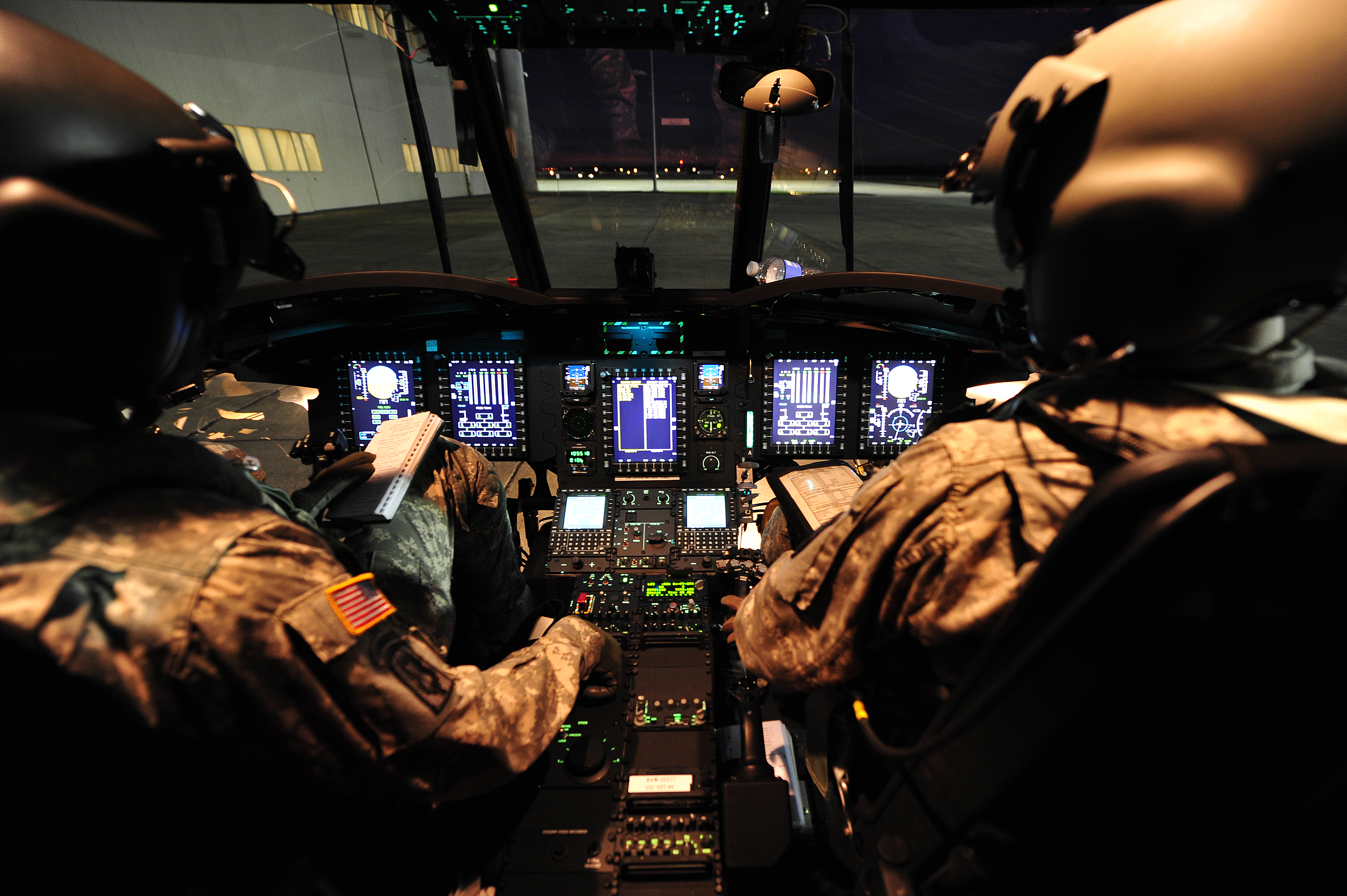
駕駛艙

## 流行文化
自殺突擊隊 (電影)
帝國浩劫：美國內戰